# 무량수경종요
《무량수경종요(無量壽經宗要)》는 신라의 고승 원효가 《무량수경》에 대하여 논술한 책이다.
취지를 4장으로 나누어 논술하였는데, 제1장은 교(敎)의 대의, 제2장은 《무량수경》경의 종지(宗旨), 제3장은 사람을 들어서 분별하였다.
원효는 《무량수경종요》에서 《무량수경》의 종지가 정토(淨土)의 인과(因果)를 밝히는 것으로, 불명(佛名) 혹은 불상(佛相)을 생각하여 끊임없이 오직 불(佛)만을 생각하고 다른 생각이 없다는 데 있다고 하였다.
원효는 또한 이 책 속에서 예토(穢土) · 정국(淨國)의 구별에 대하여 "무릇 중생의 심성은 융통하여 걸림이 없으니 태연하기가 허공(虛空)과 같고 잠잠하기가 오히려 큰 바다와 같다. 허공과 같으므로 그 체(體)가 평등하여 차별상(差別相)이 없음을 얻을 수 있으니, 어찌 깨끗한 곳과 더러운 곳이 있겠는가. 오히려 큰 바다와 같으므로 그 성(性)이 윤활하여 인연(因緣)을 따라서 거스리지 않을 수 있으니, 어찌 움직이고 멈추는 때가 없겠는가.…… 예토(穢土)와 정국(淨國)은 본래 한 마음이다. (夫衆生心性 融通無 泰若虛空 湛猶巨海若虛空故 其體平等 無別相而可得 何有淨穢之處 猶巨海故 其性潤滑 能隨緣而不逆 豈無動靜之時……穢土淨國 本來 一心)"라고 하였다. 그는 1심을 1승(一乘)이라고 보고, 태연하고 잠잠하며 또 넓고 호탕한 심성을 궁극적 원리로 삼았다.

## 참고 문헌
- 이 문서에는 다음커뮤니케이션(현 카카오)에서 GFDL 또는 CC-SA 라이선스로 배포한 글로벌 세계대백과사전의 내용을 기초로 작성된 글이 포함되어 있습니다.